# ジョージ・グレーガン
ジョージ・グレーガン（George Musarurwa Gregan AM, 1973年4月19日 - ）は、ザンビア・ルサカ生まれオーストラリア・キャンベラ育ちの元ラグビー選手。 

## プロフィール
- ポジションはスクラムハーフ(SH)。
- 身長 173cm、体重 80kg
- 元オーストラリア代表（2007年に代表引退）。

## 来歴
オーストラリア人の父とザンビア人の母の下、ルサカに生まれる。1歳のときにキャンベラへ移り住む。キャンベラ大学で体育学を専攻し卒業。オーストラリアU-19、U-21代表を経験後、1994年のイタリア戦でオーストラリア代表初キャップを獲得。以来ワラビーズの中心選手として長らく活躍。通算139キャップは世界最多キャップ数を誇る。
1996年にはスーパー12（現在のスーパーラグビー）ブランビーズの創設メンバーとして参加。
2001年にはワラビーズの主将に就任し、また、自国開催の2003年ワールドカップを含め、2007年まで務めた。
2007年のワールドカップを最後に代表引退を表明。
2007年、ランドウィックを経てフランスのRCトゥーロンへ移籍。
2008年シーズンからトップリーグサントリーサンゴリアスへ移籍（チームへの合流は同年8月から）し、2011年2月の第48回日本選手権決勝を最後に引退。
夫人とともに、「ジョージ・グレーガン基金」を設立し、病気の子供たちのための遊技場を建設する活動を行っている。